# Васильченко Ольга Германівна
Васильченко Ольга Германівна (8 листопада 1956) — російська академічна веслувальниця.
Срібна призерка Олімпійських Ігор 1980 року в складі парної четвірки зі стерновою. Бронзова призерка чемпіонату світу 1978 року.